# Subbekasha flabellifera
Genre
Espèce
Subbekasha flabellifera, unique représentant du genre Subbekasha, est une espèce d'araignées aranéomorphes de la famille des Linyphiidae.

## Distribution
Cette espèce est endémique du Canada. Elle se rencontre en Saskatchewan et au Manitoba.

## Description
Les femelles mesurent de 2,2 à 2,8 mm.

## Publication originale
- Millidge, 1984 : The erigonine spiders of North America. Part 7. Miscellaneous genera. The Journal of Arachnology, vol. 12, no 2, p. 121-169 (texte intégral).